# Municipio de Valley (condado de Douglas)
El municipio de Valley (en inglés: Valley Township) es un municipio ubicado en el condado de Douglas en el estado estadounidense de Dakota del Sur. En el año 2010 tenía una población de 126 habitantes y una densidad poblacional de 1,34 personas por km².

## Geografía
El municipio de Valley se encuentra ubicado en las coordenadas 43°22′11″N 98°17′4″O / 43.36972, -98.28444. Según la Oficina del Censo de los Estados Unidos, el municipio tiene una superficie total de 94,24 km², de la cual 93,36 km² corresponden a tierra firme y (0,93 %) 0,88 km² es agua.

## Demografía
Según el censo de 2010, había 126 personas residiendo en el municipio de Valley. La densidad de población era de 1,34 hab./km². De los 126 habitantes, el municipio de Valley estaba compuesto por el 96,83 % blancos, el 2,38 % eran afroamericanos y el 0,79 % eran de una mezcla de razas. Del total de la población el 0 % eran hispanos o latinos de cualquier raza.